# Missionarie di Gesù Eterno Sacerdote

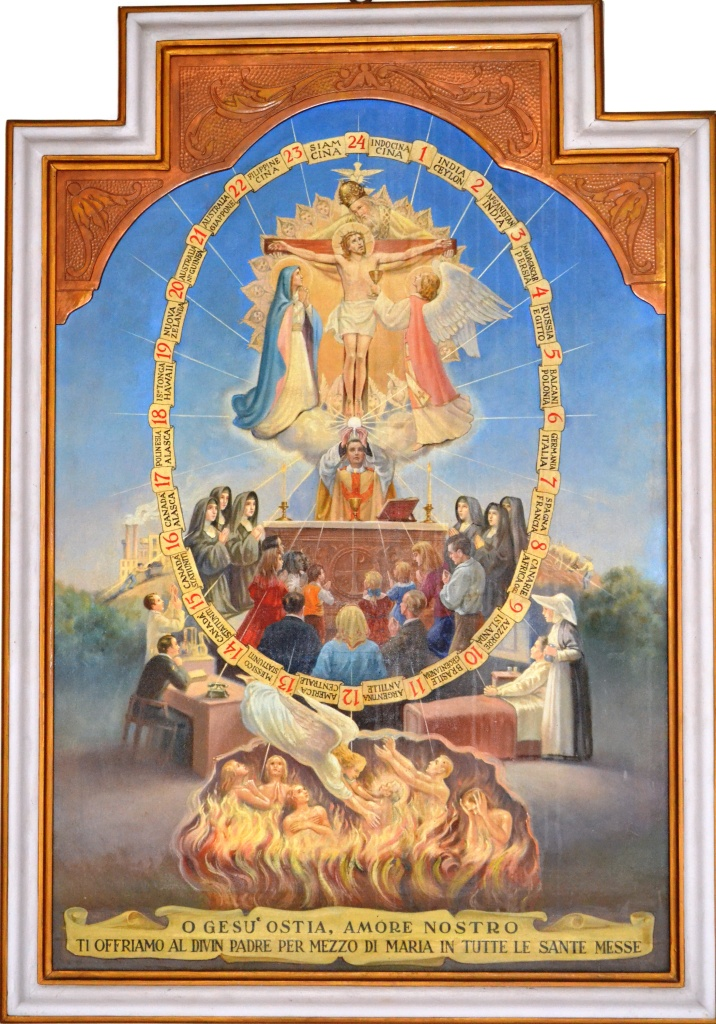
L'orologio eucaristico

Le Missionarie di Gesù Eterno Sacerdote sono un istituto religioso femminile di diritto pontificio: le suore di questa congregazione pospongono al loro nome la sigla M.G.E.S.

## Storia
La congregazione fu fondata da Margherita Maria Guaini: nel 1945 lasciò il monastero delle visitandine di Brescia e, con quattro compagne, pensò di dare inizio a una nuova comunità di religiose di clausura.
Dopo un incontro con Giovanni Battista Montini, la fondatrice decise di far assumere alle sue suore opere di vita attiva. Nel 1946 la comunità si stabilì a Matera, dove le suore ricevettero l'abito religioso dal vescovo del luogo Vincenzo Cavalla e presero servizio nei convitti arcivescovili di Matera e Acerenza.
La fondatrice nel 1953 si trasferì a Novara: il vescovo del luogo, Gilla Vincenzo Gremigni, concesse il decreto di erezione canonica alla congregazione e il 27 dicembre 1954 accolse le prime professioni religiose.
L'istituto ricevette il pontificio decreto di lode l'8 dicembre 1975.
Il decreto del presidente della Repubblica del 5 luglio 1977 riconobbe, su proposta del ministro per l'interno, la personalità giuridica della congregazione.

## Attività e diffusione
Le suore si dedicano alla promozione del culto eucaristico tra i fedeli e all'assistenza ai sacerdoti nella loro opera pastorale.
Oltre che in Italia, le suore sono presenti in Bolivia, Filippine, India, Perù e Uruguay; la sede generalizia è a in via Trionfale a Roma.
Alla fine del 2011 la congregazione contava 214 religiose in 34 case.